# Marinici, Nisporeni
Marinici este satul de reședință al comunei cu același nume  din raionul Nisporeni, Republica Moldova.
Este situat la altitudinea de 161 metri față de nivelul mării. Distanța directă până la Nisporeni este de 11 km, iar până la Chișinău 78 km.

## Istoric
Prima atestare documentară arată ca satul ar fi fost fondat în anul 1667.
La 21 mai 1814, protopul Gheorghe Batcu a sfințit biserica din sat, care fusese adusă, cu blagoslovenia mitropolitului Gavriil Bănulescu-Bodoni, din satul Măcărești, unde se ridicase un lăcaș nou.
În 1904, conform Dicționarului Geografic al lui Zamfir Arbore, în sat locuiau 1.130 de oameni.

## Demografie
Conform recensământului din anul 2004, populația este de 2.295 locuitori, dintre care 1.146 bărbați și 1.149 femei.